# Palaeomolis kashmirica
Palaeomolis kashmirica är en fjärilsart som beskrevs av Ferguson 1985. Palaeomolis kashmirica ingår i släktet Palaeomolis och familjen björnspinnare. Inga underarter finns listade i Catalogue of Life.